# Transmodel
Transmodel (formalmente CEN/TC 278, Reference Data Model For Public Transport, EN 12896) es el Modelo Europeo de Datos de Referencia para la Información sobre Transporte Público del CEN. Proporciona un modelo abstracto de conceptos y estructuras de datos comunes del transporte público que pueden utilizarse para construir muchos tipos diferentes de sistemas de información sobre transporte público, incluidos horarios, tarifas, gestión operativa, datos en tiempo real, planificación de viajes, etc.

## Ámbito de aplicación
Transmodel proporciona un modelo conceptual completo para los sistemas de información del transporte público (TP), incluidos los sistemas de información al pasajero, con cobertura de una serie de diferentes subdominios de la información del TP, incluida la infraestructura y topología de la red de transporte, los horarios del transporte público, la planificación de viajes, las tarifas, la validación de tarifas, la información al pasajero en tiempo real y los aspectos operativos del transporte público.
- Se documenta y diagrama como un modelo entidad-relación y en Lenguaje Unificado de Modelado (UML), acompañado de descripciones detalladas de los conceptos, elementos y atributos necesarios para representar la información de transporte.
- Utiliza los principios modernos de la arquitectura de la información para separar las diferentes áreas como capas independientes.
- Utiliza ampliamente los conceptos de nodo y enlace para describir capas individuales de información de transporte.
- Admite la reutilización de entidades de información de transporte para diferentes aplicaciones.
- Puede representar sistemas de transporte multimodales y multioperador, con muchas estructuras organizativas diferentes, modelos tarifarios complejos y prácticas organizativas distintas.

Transmodel establece una terminología coherente para describir los conceptos de transporte público, proporcionando equivalentes definitivos para su uso en las lenguas nacionales de cada país participante. En los casos en que las palabras relacionadas con el transporte público en el uso vernáculo pueden abarcar varios conceptos diferentes y dar lugar a diferencias de interpretación, establece una terminología técnica más precisa para que los desarrolladores de sistemas de información sobre transporte público puedan utilizarla sin ambigüedades. Por ejemplo, los términos "viaje", "desplazamiento" y "servicio" son conceptos que se solapan y que en Transmodel sólo se emplean en usos más específicos.
Desde 2021, la versión de Transmodel es la 6.0.

## Historia
Transmodel se desarrolló originalmente dentro de una serie de proyectos europeos en el marco de varios programas (Drive I, Drive II, TAP) con el apoyo de la Comisión Europea (DGXIII) y de instituciones públicas nacionales, en particular el Ministerio de Transportes francés (Direction des Transports Terrestres), así como de varias empresas privadas.

### Desarrollo inicial y uso de la primera generación
- El desarrollo de Transmodel comenzó con el proyecto Cassiope (1989-1991, programa Drive I).[1] Los resultados de Cassiope se desarrollaron posteriormente en los proyectos EuroBus y Harpist (Drive II). De ahí surgió Transmodel V4.1 ENV 12896 con un formalismo E/R "Oracle".
- El proyecto TITAN (1996-1998) del Programa de Aplicaciones Telemáticas siguió validando y mejorando Transmodel, aplicándolo en tres sitios piloto europeos, y ha acompañado el proceso de normalización de Transmodel, votado en 1997 como norma experimental europea ENV 12896. Esto condujo a Transmodel V5.0: con multimodalidad, control en tiempo real, capas y versionado de datos.
- SITP: Système d'Information pour le Transport Public (Sistema de Información para el Transporte Público) iniciado en 1999 bajo el patrocinio del Ministerio de Transportes francés, que da soporte al sitio Transmodel. SITP desarrolló Transmodel V5.1, añadiendo un formalismo UML.

En 2006, la versión 5.1 de Transmodel fue adoptada formalmente por el CEN como norma europea, EN 12896.

### Uso de la segunda generación de Transmodel (Transmodel V5.1)
Transmodel ha sido fundamental para el desarrollo de una serie de modelos de datos nacionales concretos y normas europeas, incluidas las normas europeas Service Interface for Real Time Information (SIRI: 2001-2005, ahora una especificación técnica del CEN) para el intercambio de datos en tiempo real para autobuses, e Identification of Fixed Objects In Public Transport (2006-2007), ahora asimilada en Transmodel v6.0 Part2, y normas nacionales como TransXChange (2001-2005, ahora la norma británica para horarios de autobuses PT), y la norma francesa Trident (1999-2003). Su aportación de un marco conceptual uniforme, terminología coherente y abstracciones bien fundamentadas lo hacen especialmente valioso para comparar, armonizar y modernizar normas y sistemas heredados y para la cooperación internacional.

### Tercera generación (Transmodel v6.0)
- Las aplicaciones basadas en Transmodel se utilizan actualmente de forma generalizada en muchas partes de Europa para el intercambio de horarios y datos en tiempo real. Se está desarrollando una versión revisada V6.0 de Transmodel que incorpora capacidades adicionales y divide la especificación en ocho módulos independientes. Las partes 1, 2 y 3, que cubren respectivamente conceptos comunes, descripciones de redes y horarios, se publicaron en 2015. Las partes 4 a 8, que cubren las acciones operativas, las tarifas, los servicios de información a los pasajeros, la gestión de los conductores y la información y estadísticas de gestión, se publicaron en 2019.
- NeTEx: (NETwork EXchange) es un esquema XML concreto que implementa los componentes centrales del modelo Transmodel como un esquema modular W3C. Fue desarrollado como una Norma Técnica CEN por CEN WG278 SG9 entre 2009 y 2014 como un formato a escala europea para el intercambio de datos intermodales de paradas, horarios y tarifas para el transporte público. Se está desarrollando una versión revisada que se completará en 2018.
- En 2017, en virtud de la Directiva de Acción Prioritaria A de Sistemas de Transporte Inteligentes (2010/40/E), la Comisión Europea reconoció NeTEx como un estándar estratégico para el intercambio transfronterizo de datos que permita la prestación de servicios de información de viajes multimodales en toda la UE, con el objetivo de que los datos estén disponibles en formato NeTEx en los Puntos de Acceso Nacionales de todos los países europeos.